# 石碧新村

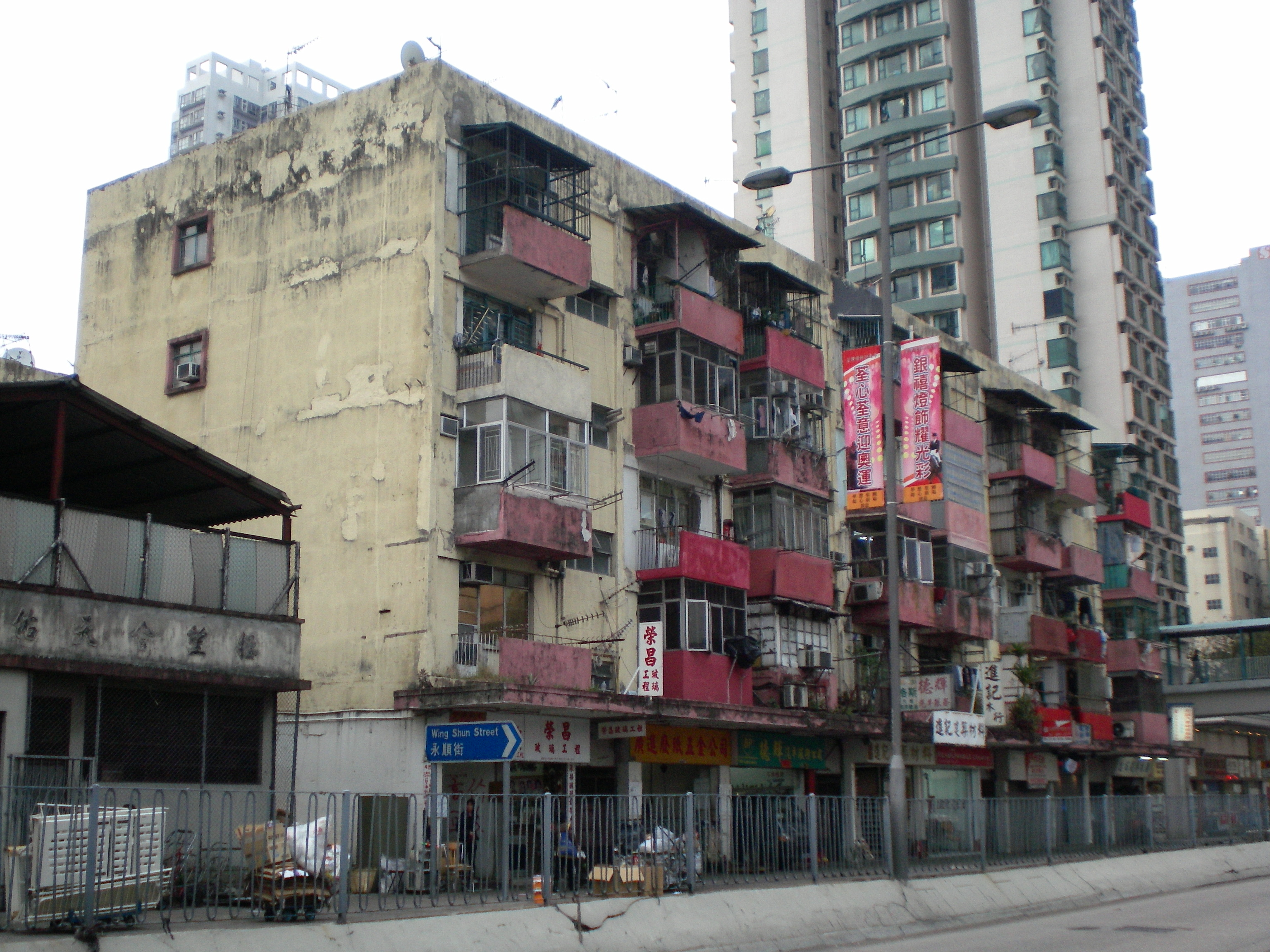
石碧新村（2008年）

石碧新村（英語：Shek Pik New Village），又稱石壁遷置村（英語：Shek Pik Resettlement），是一條位於荃灣楊屋道與聯仁街交界的雜姓客家原居民鄉村，亦是香港少數分佈於大廈中的「城中村」。石碧新村為自大屋圍（安置受興建大欖涌水塘影響的村民）後第2條「以樓換地」並遷到荃灣新市鎮的鄉村。

## 簡介
搬遷至荃灣新市鎮前的石碧古村原位於大嶼山石壁山谷，谷中有數條村落，統稱「石碧鄉」，當中以石碧大村規模最大。村內共有9姓，又以祖籍江西的徐姓人家為主。1960年，由於香港政府需興建石壁水塘，把石壁山谷內約200名村民遷移至荃灣新市鎮中政府為村民興建的6幢唐樓中，石碧鄉則隨即拆卸，原址永久淹沒於水塘中。

## 歷史
1960年之前，村民世代居住於石壁山谷中，以務農為生。谷中原有4條村落，分別為石碧大村（石碧圍）、宏貝村（墳背村）、崗貝村（崗背村）及坑仔村。村童則到村中唯一的學校—石碧學校接受教育。
1950年代末，香港水源緊張，政府於是轉向未被開發的大嶼山覓地興建水塘。石壁山谷深闊，三面環山，是一個興建水塘的理想選址，政府於是向居於石碧鄉的村民商討搬遷方案。政府當時提供2個方案供村民選擇：
- 搬遷至石壁近海的大浪灣；
- 搬遷至荃灣新市鎮。

對於搬村一事，由於村民接受的教育不多，並沒有太大的反抗，而在村中執教鞭的老師亦贊成搬到市區。故政府曾帶村中代表先前往荃灣選地重建，期間曾到大涌（現愉景新城附近）一帶視察，惟村代表並不滿意。最後才選擇在荃灣海壩村對出的填海地興建新村，並由政府負責興建大廈安置村民。少部分村民則決定搬遷到大浪灣或梅窩。
石壁圍村民原擬於1960年11月1日搬遷至荃灣，卻因荃灣新大廈四周之街道建築工程未能趕及完成故有所延遲。
1960年11月22日 (農曆十月初四)，共202名石壁村村民及10名墳背村村民執拾好家當，跟隨在捧着村中洪聖古廟中洪聖爺像的村民後面，走到海傍的碼頭，分別由政府安排的油麻地小輪民欣號及海事處專輪接載到荃灣碼頭，村民登岸後再經過荃灣運動場的工地，正式搬進政府為村民興建，建築費達290餘萬的6幢米、紅色為主的唐樓群中。石碧鄉原有供奉洪聖爺、侯王及楊公等古廟，搬遷到荃灣石碧新村後集中為1間「洪侯古廟」並安置於其中1幢唐樓5樓頂層的1個單位中，將新廟置於頂層而非地下是為了不被任何人凌駕於其上，故此洪侯古廟亦是香港罕見的「樓上廟宇」。而舊村的石碧學校，亦同時搬到新村其中2個單位繼續辦學（現時單位已改作石碧新村公所）。遷村後村民訂於同月27日 (農曆十月初九) 舉行盛大演戲及歡宴。
徵地賠償方面，當中最多者可獲舖位3間及居住單位4間，即使單身村民亦可獲居住單位1間。此外村民亦分別獲領舊村內建築物、農作、牲畜、小艇、農具等賠償，由最少2000餘元至30000餘元不等，並將於遷村1年內獲得共計3造農作物之補償。而遷移當日早晨村民已獲領屋契而取得營業權，以便出租部分住屋或經營商業維持遷徙後之新生活。
1963年9月12日，石碧新村6幢大廈共提供192個住宅單位及48個地下商舖，經政府當局分配予石壁村民作為賠償後，尚有106個住宅單位及1商舖空置。為此政府共分9批將剩餘單位公開拍賣予公眾競投，最後一批共9個C座住宅單位已於本日假雅麗珊社區中心競投出售，底價為$20,000。最終下鎚價格介乎$20,100至$26,000，9個單位共得價$200,200，所有空置單位共計得款$2,000,000餘萬。
1966年，經過石碧新村遷村的成功先例，政府照辦煮碗，於大埔新市鎮興建14幢款式與石碧新村相近的5層高唐樓群，安置受船灣淡水湖工程影響的6條鄉村（統稱為六鄉）共1,150名村民。
1970年代，石碧新村內其中2幢大廈開始被地產商收購，及至90年代拆卸並於1999年建成康睦庭園。

## 樓宇
石碧新村的樓宇，全部皆為「一」字型單邊設計，大廈樓高5層，設有4條樓梯，每幢大廈共設32個建築面積700呎（實用面積615呎）的住宅單位，單位內設獨立廚廁及露台。每幢大廈地下亦設有8間商舖。
村中每幢大廈於落成之初都設有座號（A-F座），部分樓宇主入口之上現仍殘存座號標示，惟坊間多以門牌號數作識別。以下為各大廈資料：
| 石碧新村各座資料 | 石碧新村各座資料 | 石碧新村各座資料 | 石碧新村各座資料 | 石碧新村各座資料 | 石碧新村各座資料                 |
| ---------------- | ---------------- | ---------------- | ---------------- | ---------------- | -------------------------------- |
| 座號             | 大廈門牌         | 大廈層數         | 單位數目         | 入伙日期         | 備註                             |
| A                | 河背街70-84號    | 4（唐五樓）      | 32               | 1960年11月22日   |                                  |
| B                | 楊屋道85-99號    | 4（唐五樓）      | 32               | 1960年11月22日   |                                  |
| C                | 鹹田街61-75號    | 4（唐五樓）      | 32               | 1960年11月22日   | 石碧新村公所及洪侯古廟所在樓宇。 |
| D                | 鹹田街85-99號    | 4（唐五樓）      | 32               | 1960年11月22日   | 已於90年代初拆卸。               |
| E                | 聯仁街28-42號    | 4（唐五樓）      | 32               | 1960年11月22日   | 已於90年代初拆卸。               |
| F                | 聯仁街12-26號    | 4（唐五樓）      | 32               | 1960年11月22日   |                                  |

## 鄰近地方
- 康睦庭園
- 天佑小學
- 荃灣聖芳濟中學
- 寶石大廈
- 明愛賽馬會社區書院—荃灣、明愛荃灣西醫診所
- 映日灣
- 爵悅庭
- 御凱（荃灣運動場原址）